# Rio Fundoaia (Jijia)
O Rio Fundoaia é um rio da Romênia, afluente do Jijia, localizado no distrito de Iaşi.